# Cosmoscarta callizona
Cosmoscarta callizona är en insektsart som beskrevs av Butler 1874. Cosmoscarta callizona ingår i släktet Cosmoscarta och familjen spottstritar. Inga underarter finns listade i Catalogue of Life.